# Postępowi Bohrowie Dawoodi
Postępowi Bohrowie Dawoodi (ang. Progressive Dawoodi Bohras) – gałąź Dawoodi bohrów powstała w Indiach w latach 80. XX wieku. Domagają się zmian społecznych (większy pluralizm i demokracja) we wspólnocie oraz uznają, że da'i jest jedynie przewodnikiem duchowym i nie ma żadnej władzy. Ich Rada Główna (powstała już w 1977 r., jako organ reformatorów w łonie Dawoodi) znajduje się w Udaipurze. Angażują się intensywnie w życie społeczne Indii.